# Ledvena kvadratasta mišica
Ledvena kvadratasta mišica (latinsko musculus quadratus lumborum) je parna mišica trebuha nepravilne štirikotne oblike. Izvira iz 12 rebra in ledvenih vretenc ter se narašča na črevnični greben.
Trikotna ledvena mišica je pomožna ekspiratorna mišica. Pri stabilizirani medenici poteza 12 rebro navzdol. Pri stabiliziranem trupu dviga medenico in jo poteza na svojo stran. Pri obojestranski kontrakciji poteza medenico posteriorno.
Oživčuje jo živec subcostalis in plexus lumbalis (L1 do L3).